# Проценко, Дина Иосифовна
Дина Иосифовна Проценко (21 января 1926, Херсон — 30 июля 2006, Херсон) — советский партийный и государственный деятель, председатель Херсонского облисполкома (1969—1978).

## Биография
Окончила бухгалтерские курсы, в 1950 году — зооветеринарный факультет Херсонского сельскохозяйственного института имени Д. Цюрупы.
- март—август 1946 года — бухгалтер Дома колхозника Министерства жилищно-коммунального хозяйства УССР в Херсоне,
- 1950—1955 годы — главный зоотехник совхоза «Советская земля» Белозерского района Херсонской области Министерства совхозов УССР,
- 1955—1956 годы — директор ордена Трудового Красного Знамени совхоза «Ингулец» Министерства совхозов УССР,
- 1956—1960 годы — инструктор сельскохозяйственного отдела Херсонского обкома Компартии Украины,
- 1960—1968 годы — заведующая сельскохозяйственным отделом Херсонского обкома Компартии Украины,
- 1968—1969 годы — первый заместитель председателя исполкома Херсонского областного Совета народных депутатов,
- 1969—1978 годы — председатель исполкома Херсонского областного Совета народных депутатов.

После её утверждения на должности В. В. Щербицкий, тогдашний Председатель Совета Министров, сказал:

Дина Иосифовна, я все понимаю, знаю, что у Вас есть знания и опыт, но, честно говоря, не пойму, как работать с руководителем области — женщиной.
Брежнев во время знакомства удивлённо поднял брови и улыбнулся:

И как Вам удалось пробиться сквозь такой плотный строй мужчин?— 
- 1978—1988 годы — председатель Государственного Комитета УССР по охране природы. Добилась обязательности проведения экологических экспертиз проектов новых предприятий, в период её руководства было расширено количество заповедных территорий, национальных парков, усилена охрана лесов, почв, водоёмов.
- 1989—1991 годы — помощник народного депутата СССР,
- 1993—1996 годы — референт Союза женщин Украины.

В 1996—2002 годах — ответственный секретарь Союза женщин Украины, одновременно — заместитель председателя Совета — председатель Комитета ветеранов Труда организации ветеранов Украины.
Депутат Верховного Совета Украинской ССР 8—11 созывов, возглавляла Комиссию по вопросам производства товаров народного потребления.

## Награды
Награждена орденом Октябрьской революции, двумя орденами Трудового Красного Знамени, орденом Дружбы народов, двумя орденами «Знак Почёта», украинскими орденами Княгини Ольги I и II степеней.
Заслуженный зоотехник УССР (1969). Почётный гражданин города Херсона (1994).